# Erhard Schmidt (Fußballspieler, 1937)
Erhard Schmidt (geboren 23. Januar 1937; gestorben 20. März 2006 in Stralsund) war ein deutscher Fußballspieler und -trainer.
Erhard Schmidt spielte von 1967 bis 1969 im Mittelfeld der Armeesportgemeinschaft ASG Vorwärts Stralsund. Von 1972 bis 1983 trainierte er die erste Herrenmannschaft des Vereins. In dieser Zeit schaffte er mit dem Stralsunder Verein den Aufstieg in die höchste Spielklasse der DDR, die Oberliga, und betreute das Team in der Oberliga-Saison 1974/75. Von 1990 bis 1991 war er Co-Trainer der Mannschaft TSV 1860 Stralsund.